# 貝城 (伊利諾伊州波普縣)
貝城（英語：Bay City）是位於美國伊利諾伊州波普縣的一個非建制地區。該地的面積和人口皆未知。

## 地理
貝城的座標為37°14′59″N 88°29′48″W / 37.24972°N 88.49667°W，而該地的平均海拔高度為103米（即338英尺）。